# اختر آبی اروپایی
اختر آبی اروپایی (نام علمی: Amsonia orientalis) نام یک گونه از سرده اختر آبی است.